# Jan Yi Mun-u
Św. Jan Yi Mun-u (ko. 이문우 요한) (ur. 1810 w Inczonie w Korei, zm. 1 lutego 1840 w Tangkogae (obecnie w Seulu)) – święty Kościoła katolickiego, męczennik.
Jan Yi Mun-u urodził się w Inczonie w prowincji Gyeonggi w katolickiej rodzinie szlacheckiej. Rodziców stracił w wieku 5 lat. Został adoptowany przez pobożną katoliczkę, która zabrała go do Seulu. Po śmierci żony i dwójki dzieci postanowił poświęcić się działalności charytatwnej i pomocy misjonarzom. Towarzyszył ojcu Piotrowi Maubant w jego podróżach misyjnych. Podczas prześladowań katolików w Korei w 1839 roku pomagał uwięzionym współwyznawcom oraz pomagał ukrywać się misjonarzom. Z narażeniem życia pochował misjonarzy męczenników: biskupa Imberta, Maubanta i Chastana. Planował ucieczkę, zanim jednak do niej doszło został aresztowany 10 listopada 1839 roku. Próbowano zmusić go do wyrzeczenia się wiary zarówno torturami jak i dobrym traktowaniem. 1 lutego 1840 roku został ścięty razem z dwoma innymi katolikami (Pawłem Hong Yŏng-ju i Barbarą Ch’oe Yŏng-i) w Tangkogae w pobliżu Seulu (obecnie w Seulu).
Dniem jego wspomnienia jest 20 września (w grupie 103 męczenników koreańskich).
Beatyfikowany 5 lipca 1925 r. przez Piusa XI, kanonizowany 6 maja 1984 r. przez Jana Pawła II w grupie 103 męczenników koreańskich.